# Temporada 1886-1887 del Liceu
La temporada 1886-1887 del Liceu va viure l'estrena de Tannhäuser de Richard Wagner. Només els fragments prèviament coneguts van ser aplaudits calorosament, això és, l'obertura, la marxa i l'anomenada "romança de l'estrella", mentre que la resta de l'obra va produir certa estranyesa.
| Temporada 1886-1887 del Liceu |                      |                  |                   | |           |                                     |
| Òpera                         | Compositor           | Director musical | Director d'escena | Papers principals | Producció | Dates                               |
| Aida                          | Giuseppe Verdi       |                  |                   | Erminia Borghi-Mamo/Emilia Calderazzi, Adele Borghi, Giovanni Battista De Negri, Jules Celestin Devoyod, Paolo Wulmann                                                                                                 |           | novembre                            |
| Faust                         | Charles Gounod       |                  |                   | Erminia Borghi-Mamo/Emilia Calderazzi, Daria Mesmer, Angelo Masini, Jules Celestin Devoyod, Paolo Wulman |           | novembre                            |
| Crispino e la Comare          | Luigi Ricci          |                  |                   | Mariannina Lodi, Daria Mesmer, Antoine Lafont, Enrico Stinco Palermini, Paolo Wulman, Pietro Cesari |           | novembre                            |
| La Forza del Destino          | Giuseppe Verdi       |                  |                   | Teresa Angeloni, Adele Borghi, Giovanni Battista De Negri, Enrico Stinco Palermini, Paolo Wulman, Pietro Cesari |           | novembre                            |
| Guglielmo Tell                | Gioacchino Rossini   |                  |                   | Teresa Angeloni, Antoine Lafont, Giuseppe Rizzini, Jules Celestin Devoyod, Remo Ercolani, Luis Visconti |           | novembre                            |
| Lucrezia Borgia               | Vincenzo Bellini     |                  |                   | Erminia Borghi-Mamo, Adele Borghi, Angelo Masini, Luis Visconti |           | novembre                            |
| Ugonotti                      | Giacomo Meyerbeer    |                  |                   | Erminia Borghi-Mamo, Mariannina Lodi/Amalia Boni Granville, Adele Borghi, Angelo Masini, Jules Celestin Devoyod/Paolo Lherie, Remo Ercolani/Paolo Wulman, Luis Visconti                                                |           | novembre                            |
| Rigoletto                     | Giuseppe Verdi       | Joan Goula       |                   | Angelo Masini, Paul Lhérie, Marianna Lodi (desembre; 1 gener)/ Gemma Bellincioni (23 gener), Luis Visconti, Daria Mesmer, Concepción Arrieta                                                                           |           | 16, 26 de desembre, 1 i 23 de gener |
| Fra Diavolo                   | Daniel Auber         | Joan Goula       |                   | Angelo Masini, Mariannina Lodi, Adele Borghi, Giuseppe Rizzini, Enrico Stinco Palermini, Luis Visconti, Pietro Cesari                                                                                                  |           | 5 de gener                          |
| El franctirador               | Carl Maria von Weber |                  |                   | Adelaide Borghi-Mamo, Mariannina Lodi, Giovanni Battista De Negri, Giuseppe Rizzini, Luis Visconti, Paolo Wulman, Pietro Cesari                                                                                        |           | 6 de gener                          |
| La traviata                   | Giuseppe Verdi       | Joan Goula       |                   | Josefina Senespleda/Gemma Bellincioni, Angelo Masini, Paul Lhérie |           | 6 de gener                          |
| Hamlet                        | Ambroise Thomas      | Joan Goula       |                   | Gemma Bellincioni, Elisa Vasquez, Giuseppe Rizzini, Paolo Lherie, Paolo Wulman |           | gener                               |
| Il Barbiere di Siviglia       | Gioachino Rossini    | Joan Goula       |                   | Angelo Masini, Josep Parera/Domènec Campins, Gemma Bellincioni, Pietro Cesari, Luis Visconti, Josep Massip, Vicenta Rey, Climent Calvet                                                                                |           | gener                               |
| Tannhäuser                    | Richard Wagner       | Joan Goula       |                   | Gemma Bellincioni/Mila Kupfer Berger (abril) Adelaide Borghi-Mamo/ Mila Kupfer-Berger (abril), Giovanni Battista De Negri/Riccardo Petrovich (abril), Paul Lhérie/Ramon Blanchart (abril), Paolo Wulman, Luis Visconti |           | 11 de febrer                        |
| Gioconda                      | Amilcare Ponchielli  |                  |                   | Mila Kupfer-Berger, Ebe Trèves/Giuseppina Pasqua, Concepció Mas, Fernando Valero/Ottavio Nouvelli, Eugeni Labán, Giovanni Beltramo                                                                                     |           | abril                               |
| La favorita                   | Gaetano Donizetti    | Joan Goula       |                   | Giuseppina Pasqua, Julián Gayarre, Eugeni Laban, Giovanni Beltramo, Josep Massip, Vicenta Rey |           | 21, 23 abril / 6 maig               |
| Mefistofele                   | Arrigo Boito         |                  |                   | Mila Kupfer-Berger, Ebe Trèves, Ottavio Nouvelli, Luis Visconti |           | abril                               |
| I Puritani                    | Vincenzo Bellini     | Joan Goula       |                   | Lluís Miró, Luis Visconti, Julián Gayarre, Eugeni Laban, Josep Massip, Ebe Trèves, Clémentine de Vère |           | 27 abril                            |
| La Sonnambula                 | Vincenzo Bellini     |                  |                   | Clementine de Vere, Ottavio Nouvelli, Luis Visconti |           | abril                               |
| La Africana                   | Giacomo Meyerbeer    |                  |                   | Mila Kupfer-Berger, Clementine de Vere, Julian Gayarre, Ramon Blanchart, Luis Visconti, Giovanni Beltramo |           | maig                                |
| Der Freischütz                | Carl Maria von Weber |                  |                   | Mila Kupfer-Berger, Concepció Mas, Ottavio Nouvelli |           | maig                                |
| I Capuleti e i Montecchi      | Vincenzo Bellini     |                  |                   | Clementine de Vere, Giuseppina Pasqua, Ottavio Nouvelli, Giovanni Beltramo |           | maig                                |